# 紅鰭寬鮗
紅鰭寬鮗，為輻鰭魚綱鱸形目鱸亞目擬雀鯛科的一種，分布於中西太平洋菲律賓民都洛省及巴拉望省海域，深度2-33公尺，為熱帶海水魚，體長可達3.2公分，棲息在珊瑚礁區的海綿中，生活習性不明。

## 擴展閱讀
維基物種上的相關：紅鰭寬鮗